# Södra Råda distrikt
Södra Råda distrikt är ett distrikt  nordost om Gullspång, i Gullspångs kommun, i Västra Götalands län.

## Tidigare administrativ tillhörighet
Distriktet inrättades 2016 och utgörs av socknen Södra Råda i Gullspångs kommun
Området motsvarar den omfattning Södra Råda församling hade vid årsskiftet 1999/2000.